# Pascal Thrier
Pascal Thrier (sinh ngày 4 tháng 11 năm 1984) là một cầu thủ bóng đá người Thụy Sĩ thi đấu cho FC Aarau.